# Anholt (Germania)

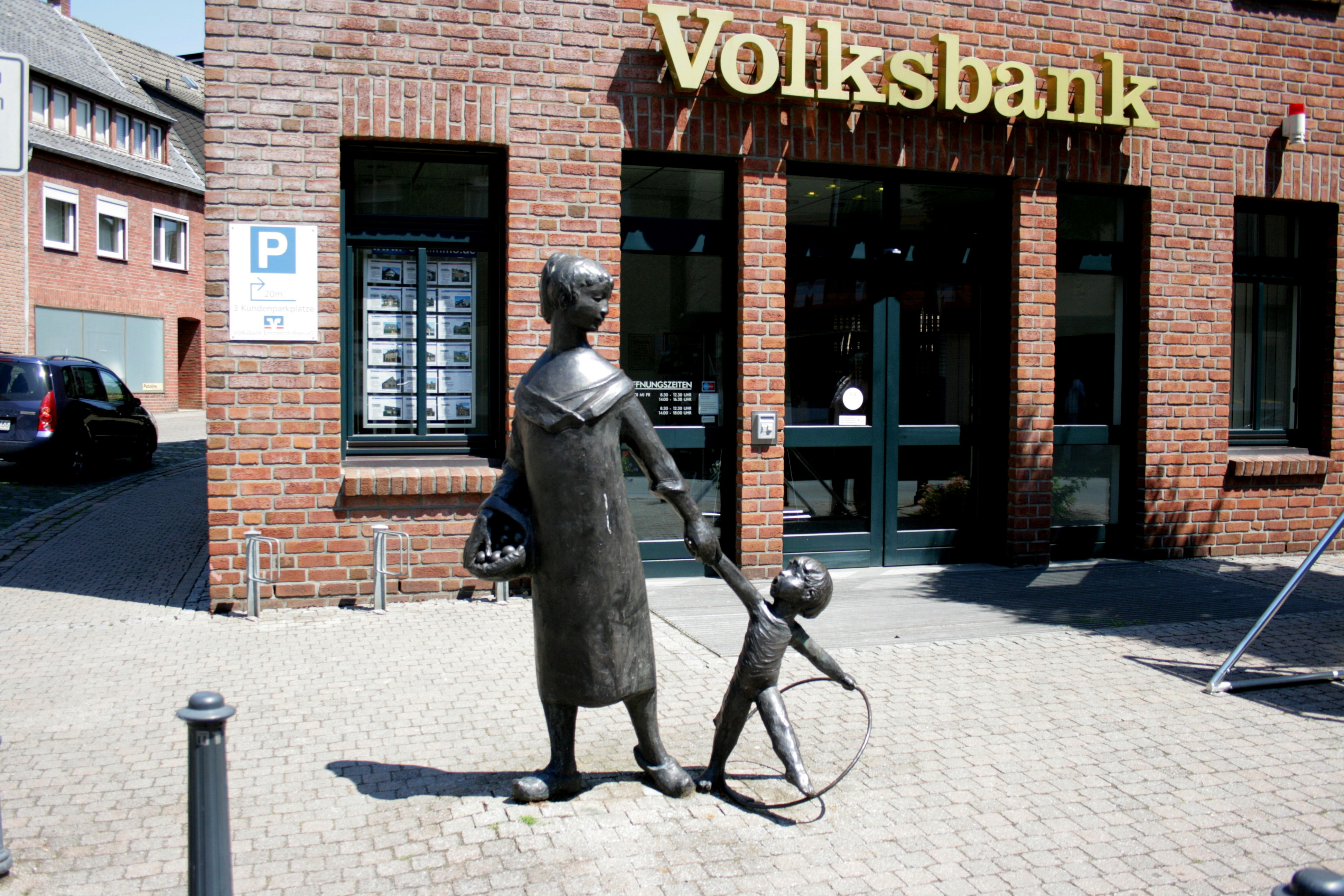
Una scultura nel centro storico

Anholt an der Issel o semplicemente Anholt (13,48 km²; 4 100 abitanti circa) è una frazione della città tedesca di Isselburg, nel Land Renania Settentrionale-Vestfalia, situato nella regione del Münsterland e lungo il corso del fiume Issel (in olandese: Oude IJssel), al confine coi Paesi Bassi. Fu città a sé stante fino al 1975 e costituisce la località più popolosa del comune di Isselburg.

## Geografia fisica
La frazione di Anholt si trova a 3 km a nord-ovest dal centro di Isselburg. Dista inoltre 7 km dal villaggio olandese di Megchelen.

## Storia

### Dalle origini ai giorni nostri
La cittadina si sviluppò a partire dal XII secolo con la costruzione del Castello di Anholt.
Tra il 1510 e il 1600, la città fu colpita da quattro incendi.
Nel corso della seconda guerra mondiale, segnatamente nella primavera del 1945, Anholt subì gravi danni, che distrussero completamente la parte occidentale del centro storico.

### Simboli
Lo stemma dell'ex-città di Anholt raffigura due ancore da muro su sfondo rosso, simbolo dei signori Van Zuylen.

## Monumenti e luoghi d'interesse

### Architetture militari

#### Castello di Anholt
L'edificio più noto di Anholt è il castello cittadino, eretto nel XII secolo dai signori Van Zuylen come roccaforte a protezione dell'Arcidiocesi di Utrecht e rimodellato a residenza barocca nel XVI secolo, diventando poi la residenza dei principi di Salm-Salm.

### Aree naturali

#### Anholter Schweiz
Ad Anholt si trova inoltre l'Anholter Schweiz, un bioparco di 56 ettari che trae origine dal giardino all'inglese realizzato nel 1893 come imitazione del Lago dei Quattro Cantoni da Leopold von Salm-Salm.

## Società

### Evoluzione demografica
Al 31 dicembre 2012, Anholt contava una popolazione pari a 4 107 abitanti, di cui 544 erano stranieri.

## Galleria d'immagini

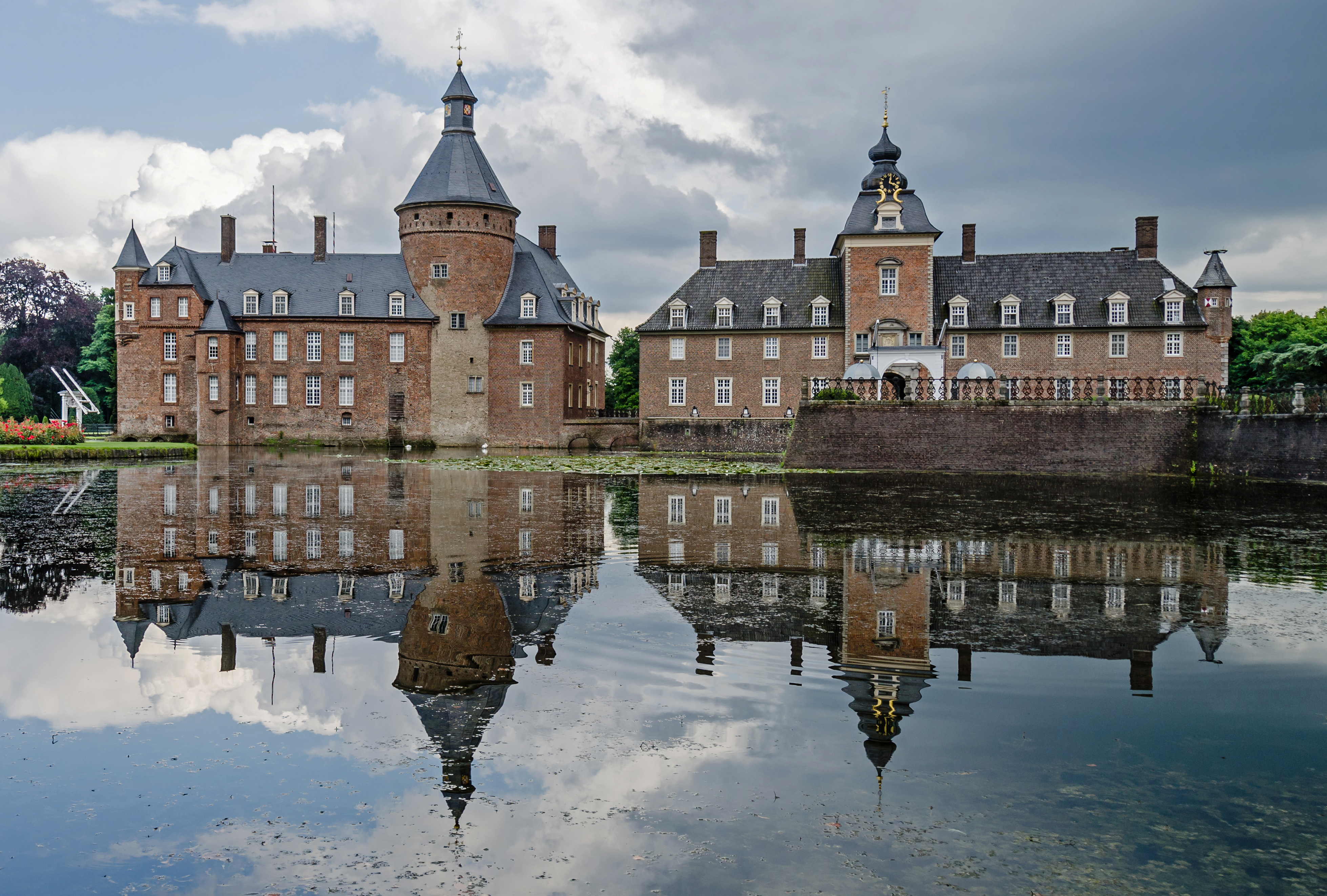
Il Castello di Anholt (Burg Anholt)
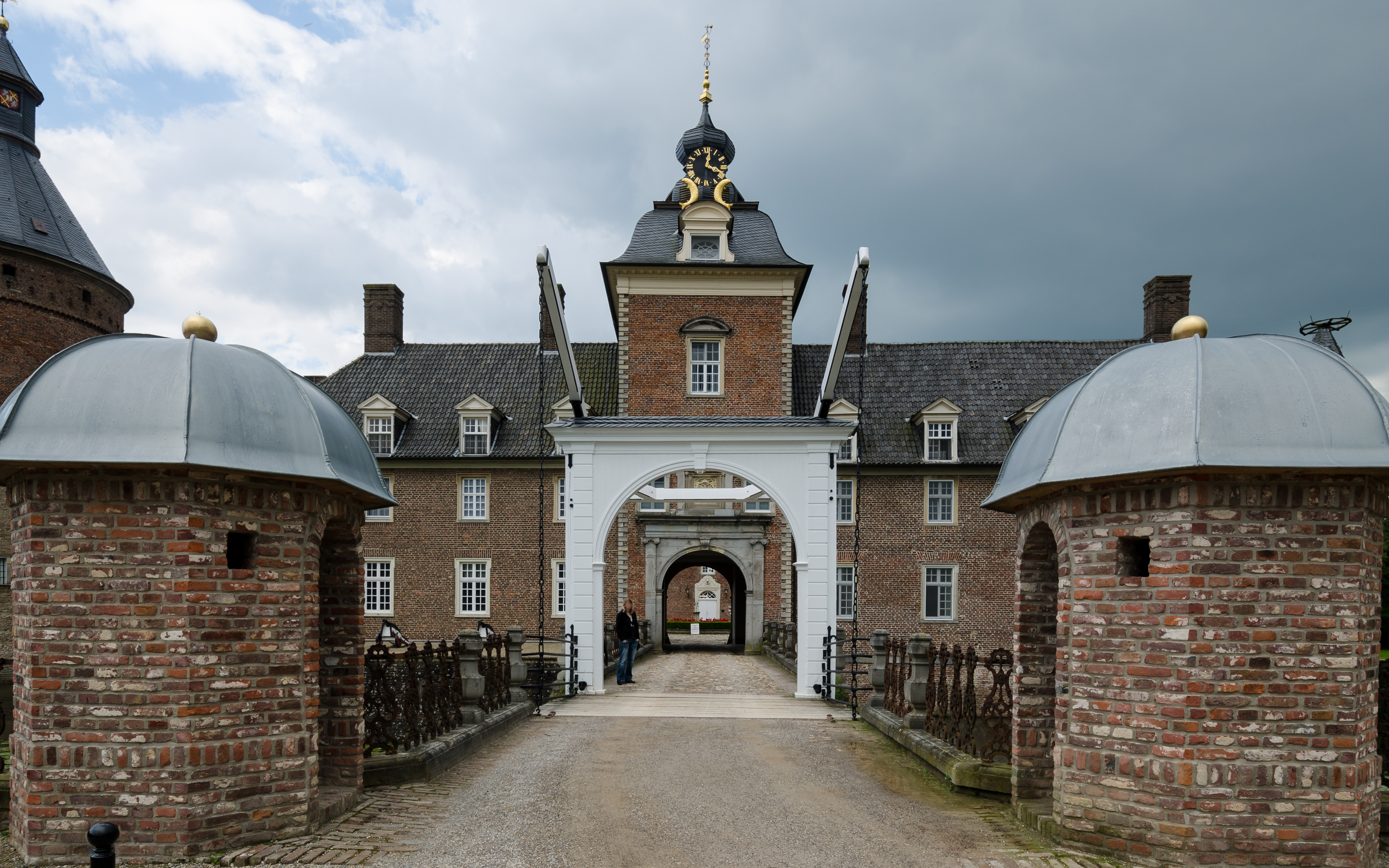
L'entrata del Castello di Anholt
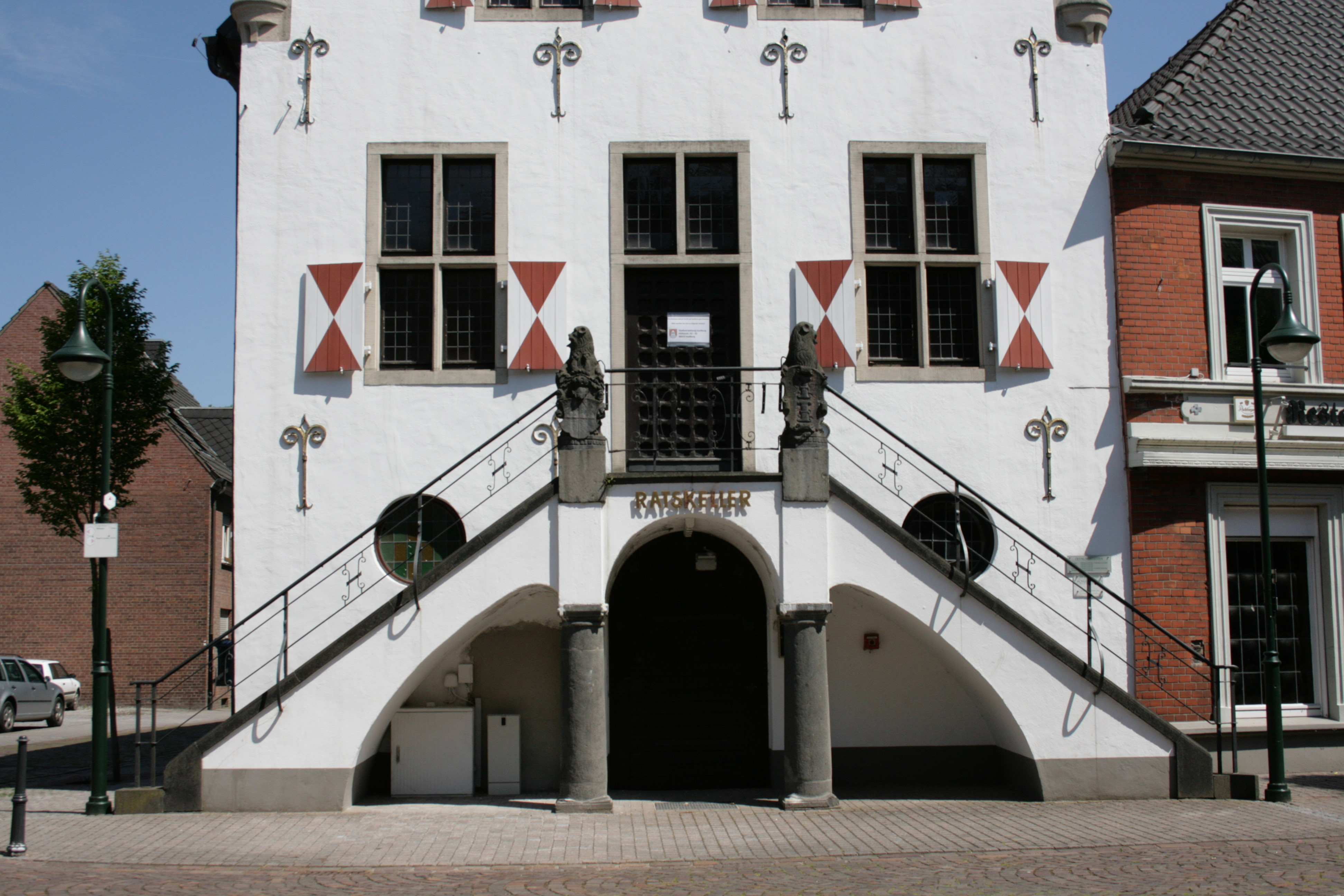
La facciata del Municipio di Anholt
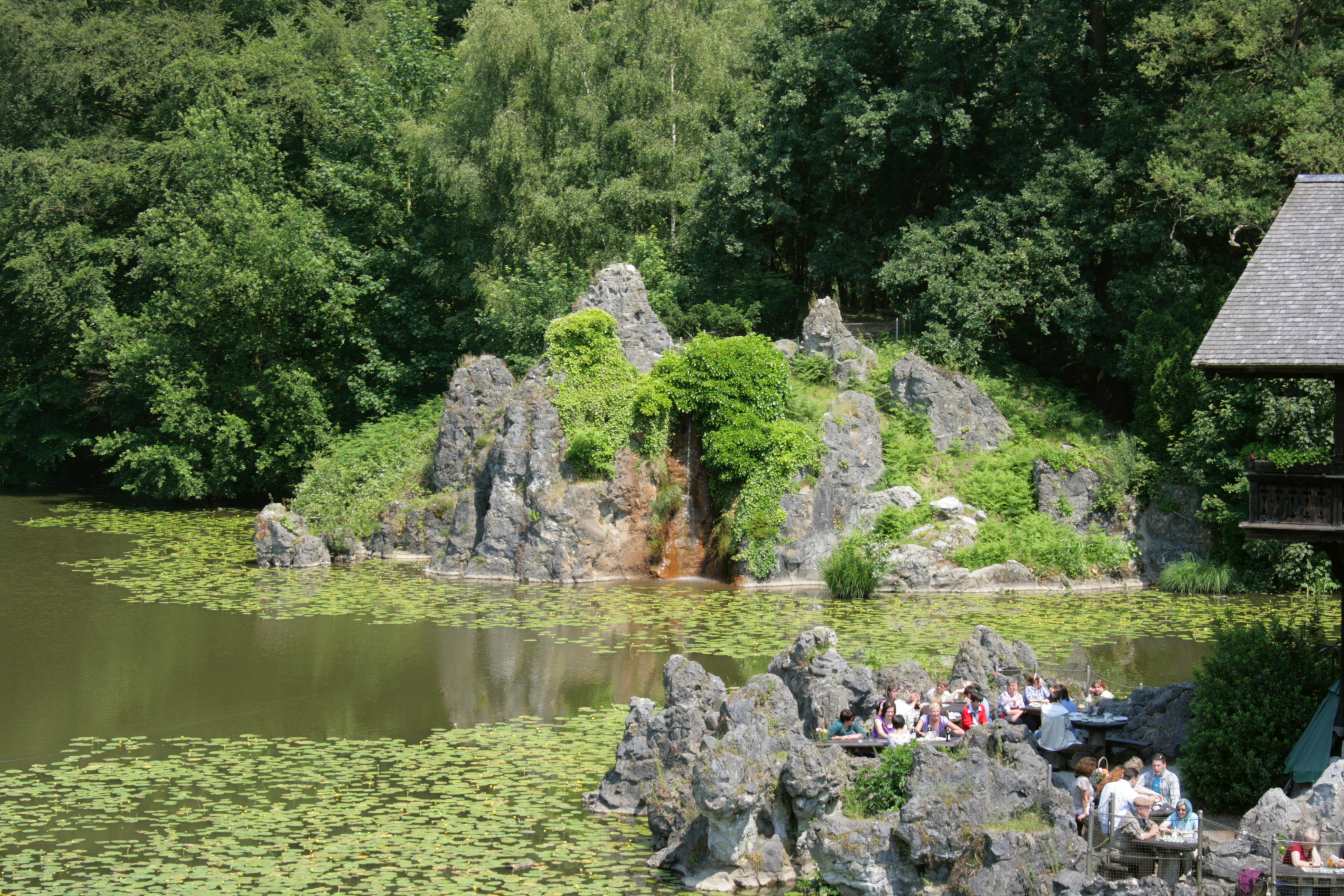
Un'immagine dell'Anholter Schweiz